# Synodontis waterloti
Synodontis waterloti és una espècie de peix de la família dels mochòkids i de l'ordre dels siluriformes.

## Morfologia
Els mascles poden assolir els 18,5 cm de llargària total.

## Distribució geogràfica
Es troba a Àfrica: Sierra Leone, Libèria, Costa d'Ivori, Ghana i Guinea.